# مرادآباد (تویسرکان)
مرادآباد (تویسرکان)، روستایی از توابع بخش قلقل‌رود شهرستان تویسرکان در استان همدان ایران است.امکانات این روستا در سطح عالی می باشدو از برق ،آب لوله کشی ،گاز ،خط تلفن و نانوایی و ماشین حمل ناخاله و زباله برخوردار می باشد.

## مردم
مردم این روستا لر هستند و به زبان لری سخن می گویند.

## جمعیت
این روستا در دهستان میان رود قرار دارد و براساس سرشماری مرکز آمار ایران در سال ۱۳۹۵، جمعیت آن ۵۹۹ نفر (۱۷۹ خانوار) بوده‌است.